# Caprimulgus parvulus
Caprimulgus parvulus е вид птица от семейство Caprimulgidae.

## Разпространение
Видът е разпространен в Аржентина, Боливия, Бразилия, Парагвай, Перу и Уругвай.